# Luke Garbutt
Luke Samuel Garbutt, född 21 maj 1993 i Harrogate, är en engelsk fotbollsspelare som spelar för Blackpool. Garbutt har  representerat Englands U16-, U17-, U18-, U19, U20- och U21-landslag.
Den 2 juli 2018 lånades Garbutt ut till League One-klubben Oxford United på ett låneavtal över säsongen 2018/2019.